# كينغستون (نيوهامشير)
كينغستون (بالإنجليزية: Kingston, New Hampshire)‏ هي بلدة أمريكية تقع في الولايات المتحدة في Rockingham County. يقدر عدد سكانها بـ 6,025 نسمة ومساحتها 54.1 كم2وترتفع عن سطح البحر 41 متر.